# Arielle, die Meerjungfrau 2 – Sehnsucht nach dem Meer
Arielle, die Meerjungfrau 2 – Sehnsucht nach dem Meer aus dem Jahr 2000 ist die Fortsetzung des Disney-Films Arielle, die Meerjungfrau. Der Zeichentrickfilm wurde nur für den Video-Verkauf produziert.

## Inhalt
Die einstige Meerjungfrau Arielle lebt nun als Mensch mit Prinz Erik in seinem Schloss. Die beiden haben eine kleine Tochter namens Melody. Bei einer Zeremonie zu ihrer Taufe will Ursulas böse Schwester Morgana die Kleine entführen, um ihre tote Schwester zu rächen und endlich die Königin der Meere zu sein. Mit Hilfe von Triton und den anderen Meeresbewohnern gelingt es jedoch, das Mädchen zu retten. Morgana schwört Rache.
Tritons Gefolge versucht, Morgana zu finden. Als die Suche jedoch erfolglos bleibt, fasst Arielle einen Entschluss: Sowohl Melody als auch sie selbst dürfen nicht ins Meer, ehe Morgana gefunden wird. Außerdem darf Melody von den Meermenschen und Atlantica nichts wissen, auch von ihrem Großvater, König Triton, nicht. Das Medaillon, das er Melody geschenkt hat, darf sie nicht behalten, da darin die Unterwasserstadt Atlantica und ihre Einwohner zu sehen sind. Enttäuscht wirft Triton Melodys goldenes muschelförmiges Medaillon, auf dem ihr Name steht, ins Meer.
12 Jahre später: Melody liebt das Meer und taucht heimlich unter der vor dem Schloss errichteten Mauer hinaus. Im Wasser wird sie von Arielles ehemaligem Babysitter Sebastian, der Krabbe, behütet. Eines Tages gesteht sie ihm, dass sie manchmal davon träume, Flossen zu haben. Nachdem sie sich auf ihrer Geburtstagsparty beim jugendlichen Adel blamiert hat, als sie mit Sebastian gesprochen hat, zieht sie sich in ihr Zimmer zurück, wo sie eine Tasche mit Muscheln versteckt hat. Sie nimmt eine goldene Muschel an einer Kette heraus, entfernt einige Algen und erkennt ihren Namen. Als Arielle ins Zimmer kommt, klappt Melody das Medaillon auf. Man sieht die Unterwasserstadt Atlantica und mehrere Meermenschen. Arielle bittet Melody, zu verraten, woher sie es hat und wird erbost, als Melody ihr gesteht, dass sie im Meer geschwommen ist. Es kommt zum Streit und Melody läuft fort. Sie paddelt mit einem Boot hinaus aufs Meer, um die Bedeutung des Medaillons zu erfahren und wird zu Morgana gebracht.
Bei Morgana angekommen, verwandelt diese Melody in eine Meerjungfrau und gewinnt so ihr Vertrauen. Auch im Meer findet sie schnell Freunde: Tip und Top, ein Pinguin und ein Walross. Morgana gibt ihr den Auftrag, ihr den mächtigen Dreizack Tritons zu besorgen, da Triton ihn ihr angeblich stahl, und sie nur mithilfe des Dreizacks dafür sorgen kann, dass Melody für immer eine Meerjungfrau bleibt. Da Melody nichts von ihrem Großvater weiß, willigt sie ein und macht sich mit ihren Freunden auf nach Atlantica. Bald darauf erreichen sie die Unterwasserstadt.
Währenddessen versuchen Arielle und Erik alles um herauszufinden, wohin Melody geflohen ist. Arielle beschließt, selbst nach Melody zu suchen, da sie den Fehler, dem Mädchen nie etwas über ihre Herkunft gesagt zu haben, sehr bereut. So wird sie von Triton wieder in eine Meerjungfrau verwandelt und beginnt gemeinsam mit ihrem Vater, Sebastian und ihrem inzwischen erwachsenen Freund Fabius, überall nach ihrer Tochter zu suchen.
Inzwischen haben Melody, Tip und Top Tritons Palast erreicht und verstecken sich dort. Melody wird unsicher, ob es richtig ist, den Dreizack zu stehlen, da ihr Triton überhaupt nicht wie ein Dieb vorkommt. Letztendlich stiehlt sie den Dreizack doch; dabei verliert sie ihr Medaillon, kann es jedoch nicht mehr zurückholen, da Triton in diesem Augenblick zurückkehrt. Arielle und ihr Vater reagieren bestürzt, da niemand außer Triton und seinen Nachkommen den Dreizack aus seiner Halterung nehmen kann. Als Arielle Melodys Medaillon findet, wird klar, wer der Dieb ist. Gemeinsam mit Fabius folgt sie Klamm und Heimlich, Morganas Teufelsrochen und findet so den Aufenthaltsort der Hexe. Dort möchte Melody gerade den Dreizack überreichen, als Arielle und Fabius kommen. Arielle und ihre Tochter sind verwundert, dass jeweils die andere eine Meerjungfrau ist. Arielle bittet Melody, ihr den Dreizack zu geben, doch Morgana kann Melody überzeugen, bekommt den Dreizack und beschwört damit einen Eispalast herauf. Triton, die Schlosswachen und Erik kommen. Mit dem Dreizack gelingt es Morgana, die Meeresbewohner zu unterwerfen. Melody, die inzwischen aber wieder ein Mensch ist, da Morgana ihr Versprechen nicht gehalten hat, klettert auf den Eispalast und nimmt Morgana den Dreizack ab. Sie wirft ihn Triton zu. Dieser friert Morgana in einen Eisblock ein. Dann beginnt der Eispalast einzustürzen. Melody fällt herunter, landet aber weich auf dem Walross Top.
Als Morgana besiegt ist, stellt Triton Melody vor die Wahl: Entweder sie wird wieder eine Meerjungfrau und lebt mit ihm in Atlantica, oder sie bleibt ein Mensch und lebt mit ihren Eltern an Land. Doch sie entscheidet sich dafür, die Mauer, die die Schlossbewohner vom Meer trennt, verschwinden zu lassen.
Dann wird ein großes Fest gefeiert, bei dem Meervolk und Menschen einander kennenlernen können.

## Synchronisation
Die deutschsprachige Synchronisation entstand bei der FFS Film- & Fernseh-Synchron nach einem Dialogbuch von Frank Lenart, der auch die Dialogregie übernahm.
| Rolle            | Originaler Synchronsprecher | Deutsche Synchronisation |
| ---------------- | --------------------------- | ------------------------ |
| Arielle          | Jodi Benson                 | Anna Carlsson            |
| Arielle (Gesang) | Jodi Benson                 | Naomi van Dooren         |
| Melody           | Tara Strong                 | Farina Brock             |
| Melody (Gesang)  | Tara Strong                 | Debby van Dooren         |
| Erik             | Rob Paulsen                 | Jan Josef Liefers        |
| Morgana          | Pat Carroll                 | Beate Hasenau            |
| Sebastian        | Samuel E. Wright            | Ron Williams             |
| Fabius           | Cam Clarke                  | Dominik Auer             |
| Scuttle          | Buddy Hackett               | Hartmut Neugebauer       |
| König Triton     | Kenneth Mars                | Jochen Striebeck         |
| Tip              | Max Casella                 | Gerald Schaale           |
| Tip (Gesang)     | Max Casella                 | Bernd Simon              |
| Top              | Stephen Furst               | Jan Odle                 |
| Top (Gesang)     | Stephen Furst               | Tommy Amper              |
| Treibgut         | Clancy Brown                | Tilo Schmitz             |
| Chef Louis       | René Auberjonois            | Walter von Hauff         |
| Cloak            | Dee Bradley Baker           | Helmut Krauss            |
| Dagger           | Dee Bradley Baker           | Helmut Krauss            |
| Grimsby          | Kay E. Kuter                | Thomas Reiner            |
| Carlotta         | Edie McClurg                | Uschi Wolff              |

## Veröffentlichung
- Arielle, die Meerjungfrau 2 – Sehnsucht nach dem Meer (VHS, 2000)
- Arielle, die Meerjungfrau 2 – Sehnsucht nach dem Meer (DVD, 2. November 2006)
- Arielle, die Meerjungfrau 2 – Sehnsucht nach dem Meer (DVD / Blu-ray, 5. September 2013)

## Kritiken
- Laut dem Lexikon des internationalen Films bietet der Film „Unterhaltung für die ganze Familie, auch wenn sich die Probleme der heranwachsenden Meerjungfrau-Tochter in den Mittelpunkt geschoben haben.“[2]
- Cinema meinte: „Trickfilmspaß im Kinohit-Fahrwasser. […] Dem DVD-Nachklapp fehlen die tollen Animationen und charmanten Songs des Kinofilms von 1989. Fazit: Das Meerjungfrollein als Flachwasserspaß“[3]

## Auszeichnungen
- Nominierung als beste Direct-to-DVD-Veröffentlichung, bester Musikschnitt in den Vereinigten Staaten bei den Annie-Awards 2001.